# تنتره
تنتره یا تانترا (به سانسکریت: तन्त्र)، به معنای سامانه و همچنین نوشتار است و به‌طور کل به معنای کتابی است که جنبه عملی دارد و شامل مجموعه‌ای از داده‌ها و شگردها و شیوه‌ها است. اصطلاح تنتره یعنی مجموعه‌ای از انواع مختلف دانسته‌های مرموز که در هند باستان رایج بوده‌است. این اصطلاح حدود دو هزار سال پیش پدیدار شده و از حدود هزار و پانصد سال پیش به عنوان اصطلاحی جاافتاده در آموزه‌های رازآمیز باطنی به کار می‌رود.
اصطلاح تنتره منحصر به فرهنگ هندو نیست بلکه در فرهنگ بودایی و جینی نیز به کار می‌رود. آموزه‌های تنتره‌ای تنها به معنای آموزه‌های باطنی و معنوی در جهت رسیدن به رستگاری مورد نظر این ادیان نیست بلکه شامل آموزه‌های نیز می‌شود که در حل مشکلات روزمره زندگی به‌کار می‌آیند؛ بنابراین، دانسته‌های تنتره‌ای می‌تواند ابعاد گوناگون زندگی انسان را در بربگیرد.
مکتب تنتره دارای متون ویژه‌ای به نام متون تنتره‌ای است. متون تنتره‌ای در میان متون مقدس هندوان جایگاه خاصی دارد.
واژه تنتره همچنین، بر هر یک از نوشته‌های دینی که به‌طور معمول بر پرستش شاکتی مبتنی هستند گفته می‌شود. آموزه‌های تنتره، عمدتاً بر شیوه‌هایی روحانی و تمریناتی معنوی که شکل مراسم نیایشی این مکتب را تشکیل می‌دهند، همراه هستند. در تنتره، جهان هستی به صورت مکانی برای نقش‌آفرینی ایزدگونه شاکتی و شیوا در نظر گرفته می‌شود.
ریشه و سرچشمهٔ تنتره‌باوری در واقع از سده‌های نخست میلادی بوده‌است، و گسترش و تبدیل آن به شکل یک آئین تکامل‌یافته تا پایان دوران امپراتوری گوپتا صورت پذیرفته‌است.
متون تنتره‌ای شامل جستارهایی دربارهٔ مراحل مختلف زندگی از جوانی تا پیری، طبقات مختلف جامعه، خیرات و صدقات، آداب نیایش در معابد، آیین‌های گوناگون دینی و تمرینات یوگا است. مهم‌ترین متن تنتره‌ای، کتاب مهانیروانه تنتره است. ویژگی‌های عمده متون تنتره‌ای عبارت‌اند از:
۱-تنتره بر انجام آداب و آیین‌های ویژه و خواندن اوراد خاص تأکید دارد.
۲-تنتره دارای هدفی کلی است که برای رسیدن به آن از هیچ وسیله‌ای فروگذار نمی‌کند، هر چند اگر آن وسیله در نظر عده‌ای غیر معنوی تلقی شود.
۳-تنتره جایگاه ویژه‌ای برای الهه مؤنث و پرستش او قایل است.